# Tórax instável
O tórax instável é uma condição médica com risco de vida que ocorre quando um segmento da caixa torácica se rompe devido a um trauma e se desprende do resto da parede torácica. Dois dos sintomas do tórax instável são dor no peito e falta de ar.
Ocorre quando múltiplas costelas adjacentes são quebradas em vários lugares, separando um segmento, de modo que uma parte da parede torácica se move de forma independente. O número de costelas que devem ser quebradas varia de acordo com diferentes definições: algumas fontes dizem que pelo menos duas costelas adjacentes estão quebradas em pelo menos dois lugares, algumas requerem três ou mais costelas em dois ou mais lugares. O segmento instável se move na direção oposta ao resto da parede torácica: devido à pressão ambiente em comparação com a pressão dentro dos pulmões, ele entra enquanto o resto do tórax se move para fora e vice-versa. Esta chamada "respiração paradoxal" é dolorosa e aumenta o trabalho envolvido na respiração.
O tórax instável geralmente é acompanhado por uma contusão pulmonar, um hematoma no tecido pulmonar que pode interferir na oxigenação do sangue. Freqüentemente, é a contusão, e não o segmento instável, a principal causa de problemas respiratórios em pessoas com ambas as lesões. A cirurgia para corrigir as fraturas parece resultar em melhores resultados.

## Sinais e sintomas
Dois dos sintomas do tórax instável são dor no peito e falta de ar. O movimento paradoxal característico do segmento instável ocorre devido a mudanças de pressão associadas à respiração às quais a caixa torácica normalmente resiste:
- Durante a inspiração normal, o diafragma se contrai e os músculos intercostais puxam a caixa torácica para fora. A pressão no tórax diminui abaixo da pressão atmosférica e o ar entra pela traqueia. O segmento instável será puxado com a diminuição da pressão enquanto o resto da caixa torácica se expande.
- Durante a expiração normal, o diafragma e os músculos intercostais relaxam, aumentando a pressão interna, permitindo que os órgãos abdominais empurrem o ar para cima e para fora do tórax. No entanto, um segmento frágil também será empurrado para fora enquanto o resto da caixa torácica se contrai.

O movimento paradoxal é um sinal tardio de segmento instável; portanto, a ausência de movimento paradoxal não significa que o paciente não tenha um segmento instável.
O movimento constante das costelas no segmento instável no local da fratura é extremamente doloroso e, se não for tratado, as bordas afiadas e quebradas das costelas provavelmente perfurarão o saco pleural e o pulmão, possivelmente causando um pneumotórax. A preocupação com o “flutter mediastinal” (o deslocamento do mediastino com movimento paradoxal do diafragma) não parece ser merecida. As contusões pulmonares são comumente associadas ao tórax instável e podem levar à insuficiência respiratória. Isto se deve aos movimentos paradoxais da parede torácica a partir dos fragmentos, interrompendo a respiração normal e o movimento torácico. O movimento paradoxal típico está associado à rigidez pulmonar, que requer trabalho extra para a respiração normal, e ao aumento da resistência pulmonar, o que dificulta o fluxo de ar. A insuficiência respiratória causada pelo tórax instável requer ventilação mecânica e maior permanência em unidade de terapia intensiva. É o dano aos pulmões causado pelo segmento instável que ameaça a vida.

## Causas

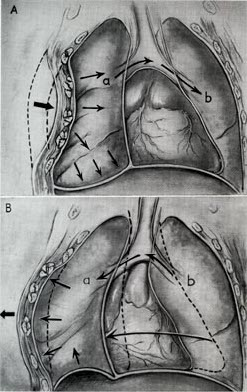
Diagramas que descrevem o movimento paradoxal observado durante a respiração com um segmento instável

As causas mais comuns de lesões no tórax instável são colisões de veículos, que respondem por 76% das lesões no tórax instável. Outra causa principal de lesões no tórax instável é a queda. Isto ocorre principalmente nos idosos, que são mais impactados pelas quedas devido aos seus ossos fracos e frágeis, ao contrário dos mais jovens, que podem cair sem serem impactados tão severamente. As quedas são responsáveis por 14% das lesões no tórax instável.
O tórax instável normalmente ocorre quando três ou mais costelas adjacentes são fraturadas em dois ou mais locais, permitindo que esse segmento da parede torácica se desloque e se mova independentemente do resto da parede torácica. O tórax instável também pode ocorrer quando as costelas são fraturadas proximalmente em conjunto com a desarticulação das cartilagens costais distalmente. Para que a condição ocorra, geralmente deve haver uma força significativa aplicada sobre uma grande superfície do tórax para criar múltiplas fraturas de costelas anteriores e posteriores. Lesões por capotamento e esmagamento geralmente quebram as costelas em apenas um ponto, enquanto para que o tórax instável ocorra é necessário um impacto significativo, quebrando as costelas em dois ou mais lugares. Isso pode ser causado por acidentes violentos, como as colisões de veículos mencionadas acima ou quedas significativas. Nos idosos, pode ser causada pela deterioração óssea, embora rara. Em crianças, a maioria das lesões torácicas instáveis resulta de traumas comuns de força contundente ou doenças ósseas metabólicas, incluindo um grupo de doenças genéticas conhecidas como osteogênese imperfeita.

## Diagnóstico

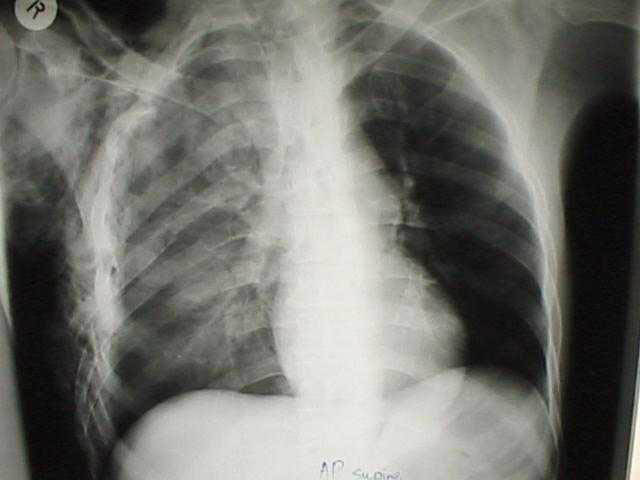
Uma radiografia de tórax de um tórax instável associado a contusão pulmonar do lado direito e enfisema subcutâneo

O diagnóstico é feito por exame físico realizado por um médico. O diagnóstico pode ser auxiliado ou confirmado pelo uso de imagens médicas com radiografia simples ou tomografia computadorizada. Movimentos paradoxais de segmentos manguais. Crepitação e sensibilidade perto de costelas fraturadas.

## Tratamento
O tratamento do tórax instável segue inicialmente os princípios do suporte avançado de vida no trauma. O tratamento adicional inclui:
- O bom manejo da dor inclui anestesia regional precoce (por exemplo, bloqueios intercostais ou bloqueios do plano eretor da espinha)[18] e evitar ao máximo analgésicos opioides. Isto permite uma ventilação muito melhor, com melhor volume corrente e maior oxigenação sanguínea.
- Ventilação com pressão positiva, ajustando meticulosamente as configurações do ventilador para evitar barotrauma pulmonar .
- Drenos torácicos conforme necessário.
- Ajuste de posição para deixar a pessoa mais confortável e proporcionar alívio da dor.

Uma pessoa pode ser intubada com um tubo traqueal de duplo lúmen. Num tubo endotraqueal de duplo lúmen, cada lúmen pode ser conectado a um ventilador diferente. Normalmente, um lado do tórax é mais afetado do que o outro, de modo que cada pulmão pode exigir pressões e fluxos drasticamente diferentes para ventilar adequadamente.
A fixação cirúrgica pode auxiliar na redução significativa da duração do suporte ventilatório e na conservação da função pulmonar. A intervenção cirúrgica também demonstrou reduzir a necessidade de traqueostomia, reduz o tempo gasto na unidade de terapia intensiva após uma lesão traumática no tórax e pode reduzir o risco de adquirir pneumonia após tal evento.

## Prognóstico
A taxa de mortalidade de pessoas com tórax instável depende da gravidade da sua condição, variando de 10 a 25%. Uma revisão sistemática comparando a segurança e eficácia da fixação cirúrgica versus métodos não cirúrgicos para o tratamento do tórax instável, relatou que não houve diferença estatisticamente significativa nas mortes relatadas entre pacientes tratados cirurgicamente e aqueles tratados não cirurgicamente, ou seja, com métodos de tratamento conservadores. Os resultados da revisão sistemática sugeriram que a intervenção cirúrgica reduz a necessidade de traqueostomia, reduz o tempo gasto na unidade de terapia intensiva após uma lesão torácica traumática e instável e pode reduzir o risco de adquirir pneumonia após tal evento.

### Epidemiologia
Aproximadamente 1 em cada 13 pessoas internadas no hospital com costelas fraturadas apresenta tórax instável.